# Colocleora moinieri
Colocleora moinieri là một loài bướm đêm trong họ Geometridae.